# Старе і нове
«Старий і Новий» або «Генеральна лінія» — радянський німий художній фільм, знятий режисерами Сергієм Ейзенштейном і Григорієм Александровим в 1929 році.

## Сюжет
Сюжет картини досить традиційний для агітаційного фільму. Безкінна селянка Марфа Лапкіна разом з дільничним агрономом і бідняками організовує в селі молочну артіль. Однак колективізації активно пручаються місцеві куркулі. Не всі бідняки розуміють сенс товариства і об'єднання жебраків. На допомогу селу приходять робітники-шефи, які допомагають артілі отримати перший трактор. У фіналі картини десятки тракторів орють артільну землю, за кермом одного з них — Марфа Лапкіна.

## У ролях
- Марфа Лапкіна — Марфа Лапкіна
- М. Іванін — епізод
- В. Бузєнков — епізод
- Іван Юдін — епізод
- Є. Сухарєв — епізод
- М. Палєй — епізод
- Михайло Гоморов — епізод
- В'ячеслав Гомоляка — епізод
- К. Васильєв — епізод
- Г. Матвей — епізод
- Лев Іванов — студент
- Людмила Тіссе — колгоспниця

## Знімальна група
- Режисери — Сергій Ейзенштейн, Григорій Александров
- Сценаристи — Сергій Ейзенштейн, Григорій Александров
- Оператори — Володимир Попов, Едуард Тіссе
- Художники — Василь Ковригін, Василь Рахальс